# Raid Courrier Sud
Le Raid Courrier Sud est une aventure sportive, en course à pied et VTT, par équipe de quatre, qui a lieu chaque année au Maroc. Les équipes s'affrontent durant six jours sur différentes épreuves de relais et course d'orientation. Le nom du Raid vient du titre du livre Courrier sud d'Antoine de Saint-Exupéry.
Les équipes s'affrontent en :
- Course à pied
- VTT
- Run and bike
- Course d'orientation

## L'histoire du Raid
Créé en 1994 par l'association Découvertes, le raid tire son originalité par son but : suivre les traces de l'aviateur et écrivain Antoine de Saint-Exupéry. Partant initialement de la ville de Strasbourg pour rejoindre Cap Juby au Maroc, le Raid Courrier Sud veut relier des lieux chers à l'auteur du Petit Prince, à l'occasion du cinquantenaire de sa mort. Strasbourg, où il vola pour la première fois aux commandes d'un avion lors de son service militaire, la région du Bugey et Saint-Maurice-de-Rémens, le château de son enfance, Lyon sa ville natale et pour terminer le trajet français, Toulouse le siège de l'aéropostale. Le parcours se poursuit au Maroc à Tanger après avoir traversé l'Espagne en liaison. Ainsi les concurrents suivent l'Atlantique jusqu'à Cap Juby où Antoine de Saint-Exupéry écrit son premier roman Courrier sud en 1929. Dès la première édition, 55 coureurs à pied ou en VTT se relaient sur les 2 500 km de course pendant 15 jours. Durant 3 ans, les concurrents empruntent le même le chemin, depuis le raid se déroule uniquement sur le sol marocain.  Il est réduit à 1 200 km afin de se dérouler sur une semaine. Des équipes marocaines aidées dans le cadre de l'Académie Cap Juby participent depuis 2008.

## Le parcours
Le Raid se déroule dans le sud du Maroc.
Pour la 14e édition, l'organisation découpe le parcours en six étapes :
- Première étape: Agadir-Tizi Zouggakht
- Deuxième étape: Tizi Zouggakht-N'Kob
- Troisième étape: N'Kob-Erg Lioudi
- Quatrième étape: Erg Lioudi-Foum Zguid
- Cinquième étape: Foum Zguid-Taliouine
- Sixième étape: Taliouine-Agadir

## L'Académie Cap Juby
Depuis quatre ans, l'organisation permet à des équipes marocaines de participer au raid Courrier Sud. 
Cette institution a pour but de favoriser l’accession au sport de Haut Niveau à des jeunes athlètes marocains défavorisés en: 
- Formalisant et optimisant le recrutement par le biais du Raid Courrier Sud
- Améliorant les modes d’entraînement (formation des entraîneurs, stages en altitude,)
- Proposant d’intégrer le circuit international àfin de professionnalisme
- Mettre en place des moyens de reconversion et de formations des métiers du sport  des métiers liés au tourisme sportif

ou accompagner le jeune dans son projet professionnel
Voici la liste des lauréats:
2011 :
- Yassine Hmaitou
- Yassine Lkbich
- Saad Raiss
- Abdelghani Sebbane
- Said Hamoudi
- Nadia Qatani

2012 :
- Abderrahim Igli
- Yassine Labride
- Mustapha Aanif
- Lahhib Laghfiri

## Résultats
Voici les résultats de la dernière 13e édition
1. Les Aviateurs
2. Les Aérostiers
3. Les Protégés de St Exupéry
4. Les Cigognes...le retour
5. Skyrunner
6. La Roudanaise
7. MJC Voegtkinshoffen Husseren 1
8. Hors Série 5
9. Les Princes du désert
10. Tagadirt
11. Les Lynxs
12. Les Dahus des dunes
13. HENSAIS Ho Hisse
14. Cap Juby
15. Les Quintuplettes de Bonneville
16. MJC Voegtkinshoffen Husseren 2
17. Just Dream it